# Confédération nationale des syndicats dentaires
Pour les articles homonymes, voir CNSD.
Les Chirurgiens-dentistes de France, anciennement dénommés Confédération nationale des syndicats dentaires (CNSD), est une organisation syndicale représentant des chirurgiens dentistes. Son acronyme est Les CDF.

## Historique
Avant 1935, la profession dentaire était régie par des textes qui ne lui garantissaient que peu de droits. De nombreux organismes syndicaux s'étaient créés, défendant des intérêts particuliers. En avril 1935, leurs principaux dirigeants parviennent à s'unifier et adoptent, lors d'une assemblée générale constitutive, des projets de statuts communs sous la dénomination de "Confédération nationale des syndicats dentaires". Un conseil d'administration et un bureau provisoires sont confirmés au mois de juillet par une assemblée générale, élisant pour président Maurice Vincent, député de Dunkerque. "La Presse dentaire" devient "Le Dentiste de France", organe officiel de la CNSD. En avril 1936, la CNSD organise désormais "La Semaine odontologique" qui, depuis 1926, réunit chaque année au Grand Palais à Paris des exposants de matériels et de fournitures dentaires, ainsi qu'un congrès scientifique.
En 1946, après le rétablissement des syndicats professionnels, la CNSD reprend ses activités sous la présidence d'Édouard Rand. En février 1948, un arrêté de la ministre de la Santé, Germaine Poinso-Chapuis, limite le droit de prescription des dentistes à une liste de médicaments, une limite que la CNSD va tenter de faire lever mais qui s’appliquera durant plus d’une vingtaine d’année.
En septembre 1959, la CNSD est élue membre de la Fédération dentaire internationale (FDI). Cet organisme est le porte-parole de la profession dentaire dans le monde et compte plus de 150 associations membres établies dans plus de 130 pays.
La deuxième partie des années 1960 est riche en évolutions pour la profession et la CNSD. Le 11 juin 1966, une publication au Journal officiel des textes crée  le doctorat d'État de 3e cycle en science odontologique. Sous l'impulsion du trésorier Marc-André Vignon, l'assurance dentaire voit le jour. Par ailleurs, la négociation avec le gouvernement se révélant difficile, la CNSD suspend pendant six mois les conventions en vigueur. En août 1966 est annoncée la création de l'Union française pour la santé bucco-dentaire (UFSBD), présidée par Léo Hanachowicz. En 1968 : Les U.E.R. d'odontologie (facultés de chirurgie dentaire) apparaissent.  La formation des chirurgiens-dentistes est uniformisée et mieux maîtrisée, accompagnant ainsi la professionnalisation de  cette activité. La liste des premières UER d'odontologie est  publiée au bulletin officiel de l’Éducation nationale (BOEN) du 31 décembre. En mars 1968, la CNSD signe un protocole d'accord en faveur de la création d'une association dentaire française (qui verra le jour, sous cette dénomination, en janvier 1970). En avril 1969 paraît enfin l'arrêté du ministre Maurice Schumann définissant la profession dentaire, lui accordant une capacité de prescription et annulant l'arrêté Poinso-Chapuis de 1948. En juillet, la CNSD, la CSMF et la FSPF (Fédération des syndicats pharmaceutiques de France) fondent le Centre national des professions de santé (CNPS).
Le 30 juin 1972, le parlement accorde enfin une capacité professionnelle pleine et entière aux chirurgiens-dentistes, et définit l'exercice illégal. En 1976, devant l'inertie des pouvoirs publics sur les dossiers sérieux qui lui sont présentés, le CNSD publie un Livre Blanc. En 1977, naissent les Associations de gestion agréées (AGA). En 1978, entre en vigueur une nouvelle Convention dentaire, modifiant la Nomenclature et relevant de près de 30 % la cotation des soins conservateurs. Au mois de mars, après avoir rénovée ses statuts, la CNSD tient son premier Congrès à Versailles. En novembre 1978, au terme de 15 années de lutte, la Confédération obtient la publication au Journal officiel du texte accordant la possibilité d'exercer en société civile professionnelle (SCP). Le 10 décembre, la CNSD prend une part importante à la naissance de l'Union nationale des professions libérales (UNAPL). En 1980 : naissance de Crefident, organisme financier professionnel.
En 1981, avec l’arrivée de la gauche au pouvoir, une méfiance se crée entre les professions libérales et le gouvernement.  C’est l'ère des grandes manifestations : en novembre 1981, manifestation sous les fenêtres de Jack Ralite, ministre de la Santé (et membre du parti communiste), pour exiger une convention et une maîtrise des 2000 étudiants admis en 2e année.  Le 26 avril 1984, les professionnels libéraux redescendent dans la rue. En 1988, sous la pression de la CNSD et de l'UNAPL, le gouvernement Rocard fait un geste, en relevant à 20 % le plafond de l'abattement fiscal des chirurgiens-dentistes. En 1989, une nouvelle manifestation des libéraux  réunissant (jusqu'à 300 000 personnes), est organisée par le CNPS et l'UNAPL. Deux nouvelles manifestations pour défendre l'exercice libéral ont lieu en 1991.
A l'occasion du centenaire du diplôme de chirurgien-dentiste, une exposition rétrospective sur l'art dentaire est organisée au couvent des Cordeliers à Paris, de novembre 1992 à janvier 1993. 
En 1994, la réforme des études dentaires voit enfin le jour, l'internat en odontologie est créé.  Le 1er février 1997, un projet de convention proposé par la CNAMTS est rejeté lors d'une assemblée générale extraordinaire de la CNSD. Une rencontre le 7 mars débloque une menace de conflit durable avec la Caisse et aboutit à un texte conventionnel approuvé par arrêté du 31 mai, s'accompagnant d'une revalorisation échelonnée sur deux ans de la Nomenclature des actes professionnels. Le texte comporte également une politique de prévention axée sur les jeunes,  avec un bilan bucco-dentaire pour les adolescents âgés de 15 ans, l'instauration de tarifs de référence sur certaines prothèses et l'actualisation en trois échéances de la nomenclature des soins. Mais en 1998, un arrêté du 26 juin 1998 paru au Journal officiel du 27 juin, dit "arrêté Aubry", reporte sine die la mesure de revalorisation de la Nomenclature des actes dentaires prévue en 1997 (arrêté du 30 mai 1997) pour limiter la dérives des dépenses de santé. La maîtrise des coûts de santé, et, à l’intérieur de ces coûts, des soins dentaires,devient une préoccupation de chaque gouvernement. En 1999, un nouveau plan de restructuration du système de soins de la CNAMTS, jugé inacceptable par la CNSD, entraîne une mobilisation nationale marquée par deux journées de fermeture des cabinets dentaires (27 mai et 24 juin), et une manifestation le 17 octobre. La même année, Jacques Monnot, ancien président de la CNSD, est élu président de la Fédération dentaire internationale (FDI) , du 29 novembre au 2 décembre 2000, à Paris.
L'année 2000 est marquée par un gel des dépenses et remboursements dentaires : la CNSD refuse de signer l'objectif d'évolution des dépenses présenté par la CNAMTS, mais accepté cependant par le syndicat UJCD-UD. Une journée (26 octobre) puis une semaine "santé morte" (24 décembre 2000 - 1er janvier 2001) sont organisées. Le 21 mai 2001, pour protester contre le reniement de leurs engagements par les Caisses d'assurance maladie, la CNSD décide de ne pas renouveler sa signature lors de la tacite reconduction de la Convention dentaire de 1997 (la CNSD perd sa qualité de partie signataire mais la Convention dentaire reste applicable). Mobilisation nationale le 12 juin, à Paris, suivie par un "Grenelle de la Santé II" qui décide d'un nouveau cadre conventionnel. En 2002, plusieurs actions de contestation sont organisées par la CNSD, en coordination avec le Centre national des professions de santé (CNPS) et les médecins, notamment des fermetures de cabinets dentaires,.
La période de cohabitation et la proximité d’une élection présidentielle accroît la tension. En  2003, le débat sur la réforme de l'Assurance maladie s’ouvre. A la faveur de conditions favorables (revalorisation de la consultation à 20 euros, du SC à 2,41 euros, suppression des demandes d'entente préalables), la CNSD revient au partenariat conventionnel. Les gouvernements Raffarin puis Villepin renouent le dialogue. En 2004, la CNSD tient un Congrès extraordinaire à Paris (18-20 mars). Quatre amendements CNSD sont adoptés dans la loi du 13 août 2004 portant réforme de l'assurance maladie. Mais le 18 décembre 2004, le CNSD  propose à ses adhérents de mettre sur liste d'attente les bénéficiaires de la couverture maladie universelle (CMU), pour lesquels les soins sont mal rémunérés et de  reporter  la réalisation des actes prothétiques et orthodontiques non urgents.  La motion du CNSD  suscite la réprobation de Philippe Douste-Blazy, ministre de la santé,  et de Xavier Bertrand, secrétaire d’État à l'assurance-maladie. Finalement,  la CNSD  renonce à l'idée, peu conforme au serment d'Hippocrate.
En 2006, le 11 mai, la CNSD signe une nouvelle Convention dentaire, applicable dès le 28 juin, d'une durée de cinq ans. Les tarifs des soins sont revalorisés; la formation continue devient obligatoire pour tous les chirurgiens-dentistes; l'assiette de calcul de l'ASM est modifiée, les Caisses ne participent plus aux cotisations d'assurance maladie sur la partie « dépassements d'honoraires ». Bien au contraire, grâce à cette assiette de calcul sur l'ASM, les dentistes payeront plus de charges Urssaf.  En 2008, la CNSD installer son nouveau siège au 54, rue Ampère 75017 Paris. Le 21 décembre 2010, avec 51,16 % des voix obtenues aux élections des Unions régionales des professions de santé (URPS), soit 132 sièges dans 25 régions, la CNSD confirme sa place de premier syndicat des chirurgiens-dentistes.
Le 16 avril 2012, aux termes de négociations avec l’UNCAM et l’UNOCAM, la CNSD signe un avenant n°2 à la Convention dentaire de 2006. Le texte, adopté par la majorité des syndicats confédéraux (Conseil des départements extraordinaire du 13 avril), prévoit, entre autres, la revalorisation de la consultation et de la visite à 23 euros, la revalorisation des tarifs dans les Départements d’Outre-mer, l’examen de prévention bucco-dentaire pour les femmes enceintes, la reconnaissance et valorisation de l’astreinte, la mise en œuvre de la CCAM. Par ailleurs, le 19 mai, à l’issue d’un Congrès tenu à Annecy, Catherine Mojaïsky est élu présidente de la CNSD, avec 51 % des voix au premier tour de scrutin.
Le 31 juillet 2013, l’avenant n°3 à la convention dentaire entre la CNSD, l’UNOCAM et L’UNCAM. Les principales mesures sont la cotation des actes professionnels dans la CCAM, certaines revalorisations d'actes et la dernière version du devis conventionnel. Le même jour, une charte a été signée entre la CNSD et les assureurs complémentaires représentés par l'UNOCAM, afin de respecter un certain nombre de principes et de règles. 2014 est marquée par le changement de nomenclature professionnelle : la NGAP (nomenclature générale des actes professionnelles) datant de 1945, est abandonnée pour la CCAM (Classification commune des actes médicaux), référentiel plus moderne et évolutif, officiellement le 1er juin. 
En octobre 2018, la Confédération nationale des syndicats dentaires (CNSD) entreprend une réforme en profondeur. Après 83 années d’existence, elle marque son évolution par un changement de patronyme : elle s’appellera désormais « Les Chirurgiens-Dentistes de France ». Avec cette nouvelle identité, elle s’engage résolument dans une médecine bucco-dentaire moderne avec pour objectif : une bonne santé orale pour l’ensemble de nos concitoyens.

## Organisation
Les Chirurgiens-Dentistes de France est une organisation syndicale, composée de 100 syndicats dentaires départementaux, présents dans chacun des 100 départements français. 
La cellule de base est le syndical départemental. Sur le plan départemental, chaque syndicat est administré par des chirurgiens-dentistes en exercice libéral, élus par les adhérents. Moteurs des CDF, les syndicats départementaux impulsent, par leurs votes lors du Congrès, la politique confédérale. Sur le plan national, le Bureau national met en œuvre la politique définie par le Congrès. Réuni chaque mois, il est composé du président confédéral, entouré de deux vice-présidents, d'un secrétaire général et deux secrétaires généraux adjoints, et d'un trésorier général et un trésorier général adjoint.
Les instances des CDF sont le Congrès, réuni tous les 4 ans pour élire le Bureau confédéral, l'Assemblée générale annuelle et le Conseil d'administration confédérale (ou CAC - réuni deux fois par an).

## Adhérents
Les CDF sont considérés comme le premier syndicat des dentistes. Selon le journal Le Monde en 2014, la profession compte environ 37 000 praticiens et Les CDF représentent un tiers de cette profession.
Chiffres de la confédération :
| 1935 | 1947 | 1953 | 1966  | 1970  | 1978  | 1985  | 2011  |
| ---- | ---- | ---- | ----- | ----- | ----- | ----- | ----- |
| 4500 | 7000 | 9000 | 10500 | 13000 | 15400 | 19000 | 15000 |

## Présidents successifs
De 1935 à 1985, durant un demi-siècle, Les CDF n'auront eu à leur tête que 5 présidents et 5 secrétaires généraux. Selon les statuts modifiés en 2017, le président est élu pour un mandat de quatre ans, renouvelable une fois.
1. Juillet 1935 : Maurice Vincent
2. Avril 1946 : Édouard Rand
3. Avril 1952 : François Pitiot
4. Avril 1960 : Édouard Rand
5. Mars 1964 : Jean Jardiné
6. Mars 1978 : Jacques Monnot
7. Mai 1993 : Jacques Reignault
8. Mars 2004 : Jean-Claude Michel
9. Mai 2009 : Roland L’Herron
10. Mai 2012 : Catherine Mojaïsky[19]
11. Mai 2018 : Thierry Soulié
12. Mai 2022 : Pierre-Olivier DONNAT

## Partenariats
Les CDF sont membres fondateurs de nombreuses structures et organismes professionnels, au sein desquels elle reste toujours un partenaire très actif : Association dentaire française (ADF), Centre national des professions de santé (CNPS), Centre odontologique de médicométrie et d'évaluation (COME), Conseil des chirurgiens-dentistes européens (CED), Commission nationale de qualification des assistants en odonto-stomatologie (CNQAOS), Fédération dentaire internationale (FDI), Groupement des associations dentaires francophones (Gadef), Officie national dentaire pour l'environnement (ONDE), Organisation régionale européenne (ORE), Union française pour la santé bucco-dentaire (UFSBD), Union nationale des professions libérales (UNAPL), Union nationale des professionnels de santé (UNPS).

## Publication
- Le CDF Mag. C'est l'organe de presse officiel des Chirurgiens-Dentistes de France. Publication mensuelle à sa création en janvier 1936 jusqu'en 1939, sous le nom de « Le Dentiste de France » (il succède à « La Presse dentaire »), bimensuel de 1946 à avril 1963, puis décadaire, il devient définitivement hebdomadaire en avril 1965. Leader de la presse dentaire et de l'information pratique, il paraît actuellement à raison de 26 numéros par an[réf. nécessaire].
- Les Cahiers du Praticien. Hors-séries du Chirurgien-dentiste de France, ils font le point sur des thématiques particulières : cahier du praticien, cahier fiscalité, prévoyance, cessation d'activité...
- Dent'in. Nouveau magazine destiné aux patients, Dent'in donne accès à l'actualité et à des conseils pour une bonne hygiène bucco-dentaire.